# Ateloglossa gillettei
Ateloglossa gillettei là một loài ruồi trong họ Tachinidae.